# Церклє-на-Горенськем
Церклє-на-Горенськем (словен. Cerklje na Gorenjskem) — поселення в общині Церклє-на-Горенськем, Горенський регіон, Словенія. Висота над рівнем моря: 391,2 м.